# Венеција (Фрозиноне)
Венеција (итал. Venezia) је насеље у Италији у округу Фрозиноне, региону Лацио.
Према процени из 2011. у насељу је живело 12 становника. Насеље се налази на надморској висини од 884 м.